# Shanghai Shenxin Football Club
Maillots
Le Shanghai Shenxin Football Club (en chinois : 上海申鑫足球俱乐部), plus couramment abrégé en Shanghai Shenxin, est un ancien club chinois de football fondé en 2003 et disparu en 2020, et basé dans la ville de Shanghai.

## Histoire
Le club évolue en troisième division de 2003 à 2005, en deuxième division de 2006 à 2009, et enfin en première division depuis l'année 2010.

## Palmarès
| Compétitions nationales |
| --- |
| - Championnat de Chine de deuxième division : - Vice-champion : 2009. - Championnat de Chine de troisième division (1) : - Champion : 2005. |

## Personnalités du club

### Présidents
- Xu Guoliang

### Entraîneurs
| - Kai Zhao (2003) - Li Xiao (2004 - 2005) - Zhou Sui (7 décembre 2005 - 8 février 2006) - Zhu Bo (8 février 2006 - 26 avril 2006) - Li Xiao (2006 - 2008) - Zhu Jiong (1er janvier 2009 - 7 juillet 2013) - Guo Guangqi (7 juillet 2013 - 29 novembre 2013) |  | - Cheng Yaodong (30 novembre 2013 - 29 septembre 2014) - Guo Guangqi (29 septembre 2014 - 13 avril 2015) - Liu Junwei (13 avril 2015 - 4 décembre 2015) - Kim Sang-ho (4 décembre 2015 - 30 mai 2016) - Gary White (30 mai 2016 - 23 novembre 2016) - Juan Ignacio Martínez (23 novembre 2016 - 28 novembre 2017) - Zhu Jiong (3 décembre 2017 - 3 février 2020) |